# مونا يول
مونا يول (بالنرويجية البوكمول: Mona Juul)‏ (ولدت في عام 1959 في ستاينشار) هي سفيرة للنرويج، ونائبة سابقة لوزارة الشئون الخارجية النرويجية وسياسية سابقة في حزب العمال النرويجي. كان لها ولزوجها دور مهم في المفاوضات التي أدت إلى اتفاقيات أوسلو للسلام في تسعينيات القرن العشرين.
وخلال فترة الحكومة الأولى ستولتنبرغ - من عام 2000 إلى عام 2001 - عُيِّنت يول مساعداً لوزير خارجية النرويج، ثم عملت من 2001 إلى 2004 سفيرا للنرويج لدى إسرائيل. ومنذ عام 2005 عملت كسفير للوفد النرويجي لدى الأمم المتحدة في نيويورك. وفي سبتمبر 2014 تولَّت منصب سفير النرويج في المملكة المتحدة.